# Villotte-devant-Louppy
Villotte-devant-Louppy ist eine französische Gemeinde im Département Meuse in der Region Grand Est. Sie hat eine Fläche von 11,35 km² und 163 Einwohner (2022).

## Geografie
Die Gemeinde Villotte-devant-Louppy liegt am Fluss Chée, 16 Kilometer nordwestlich von Bar-le-Duc.

## Bevölkerungsentwicklung
| Jahr                       | 1962 | 1968 | 1975 | 1982 | 1990 | 1999 | 2005 | 2010 | 2019 |
| -------------------------- | ---- | ---- | ---- | ---- | ---- | ---- | ---- | ---- | ---- |
| Einwohner                  | 196  | 182  | 240  | 190  | 169  | 170  | 159  | 153  | 165  |
| Quellen: Cassini und INSEE |      |      |      |      |      |      |      |      |      |

## Sehenswürdigkeiten
- Kirche Saint-Brice, Monument historique
- Fontaine de la vache (Kuhbrunnen), Monument historique

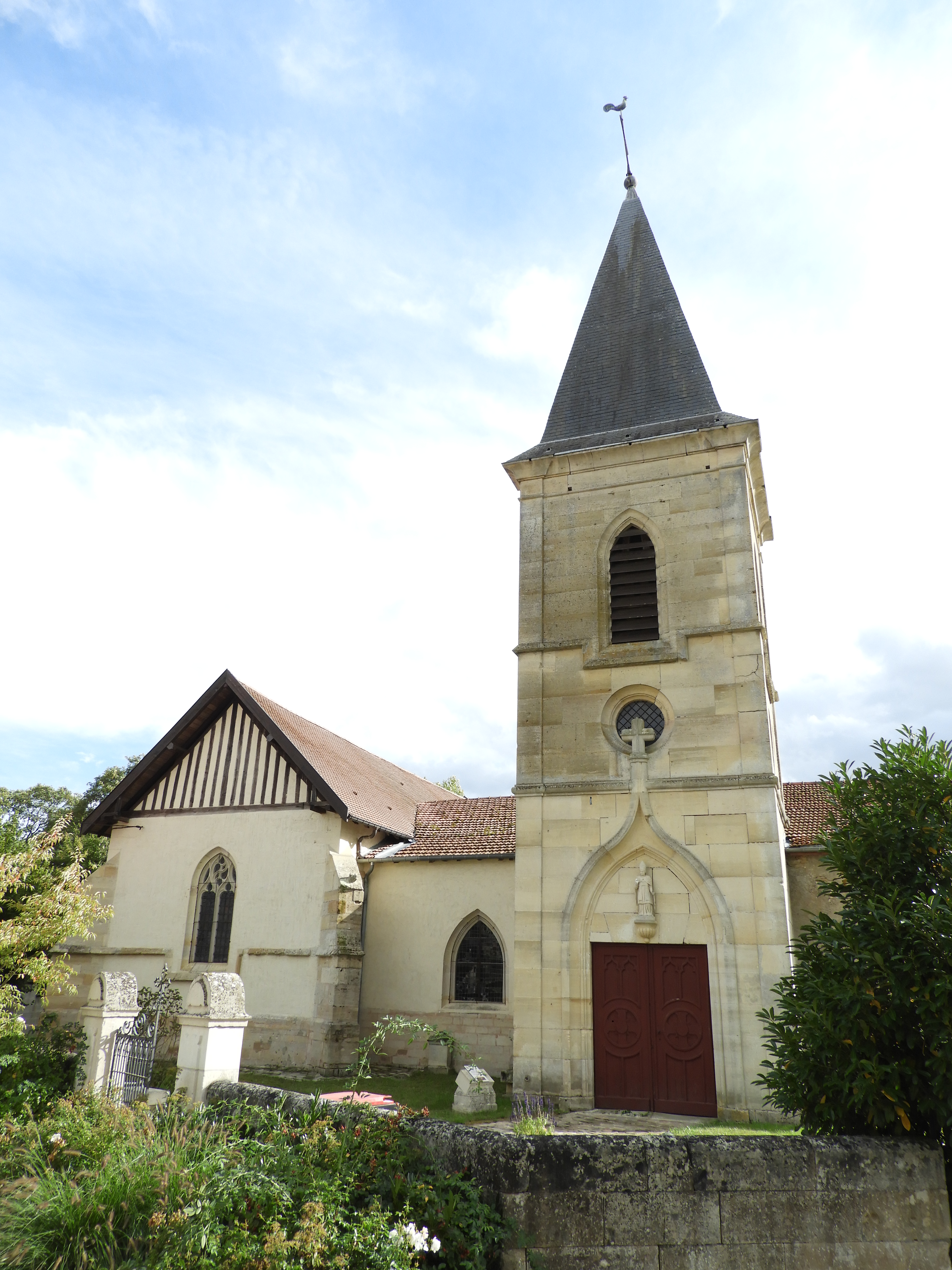
Kirche Saint-Brice
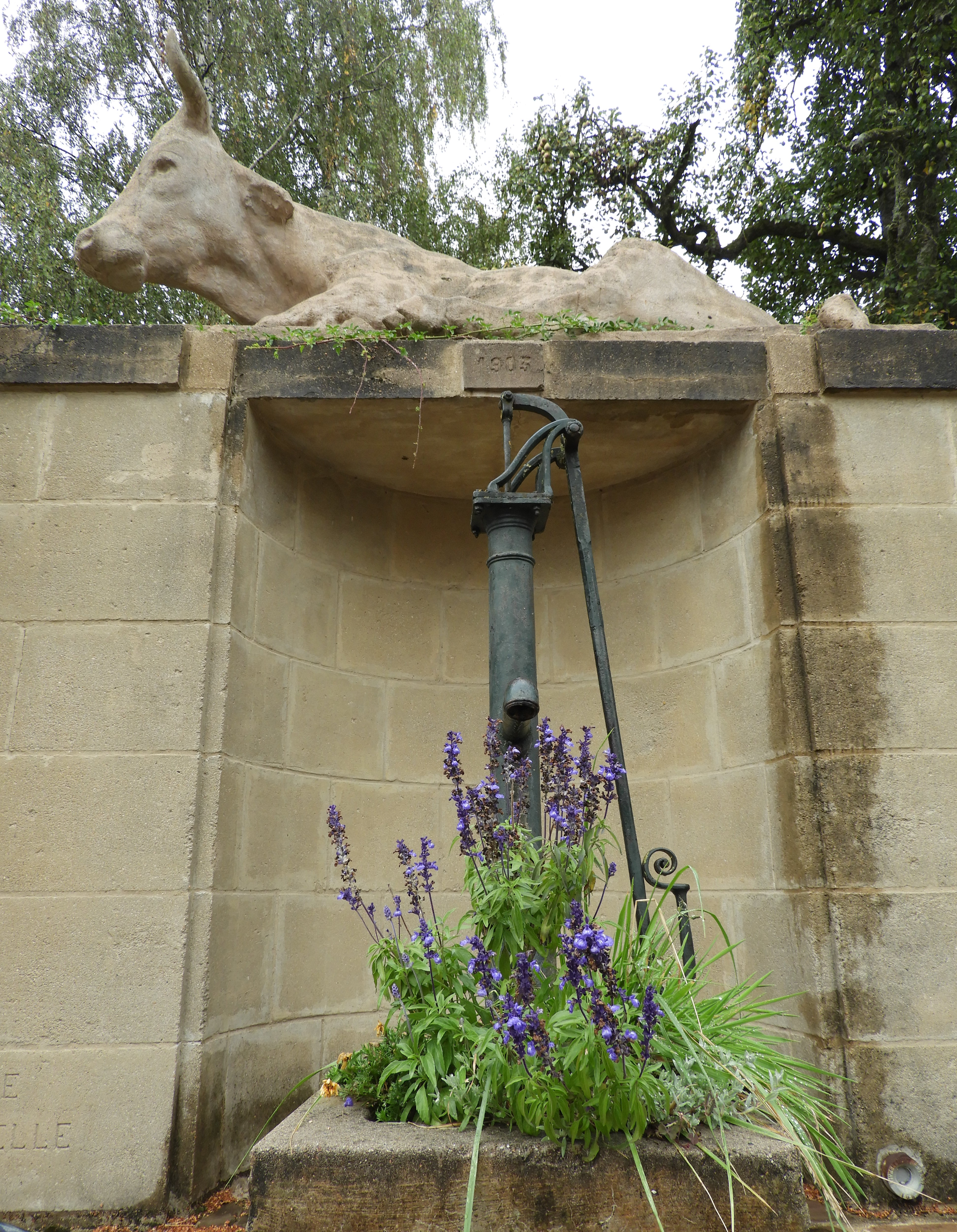
Kuhbrunnen